# Númico

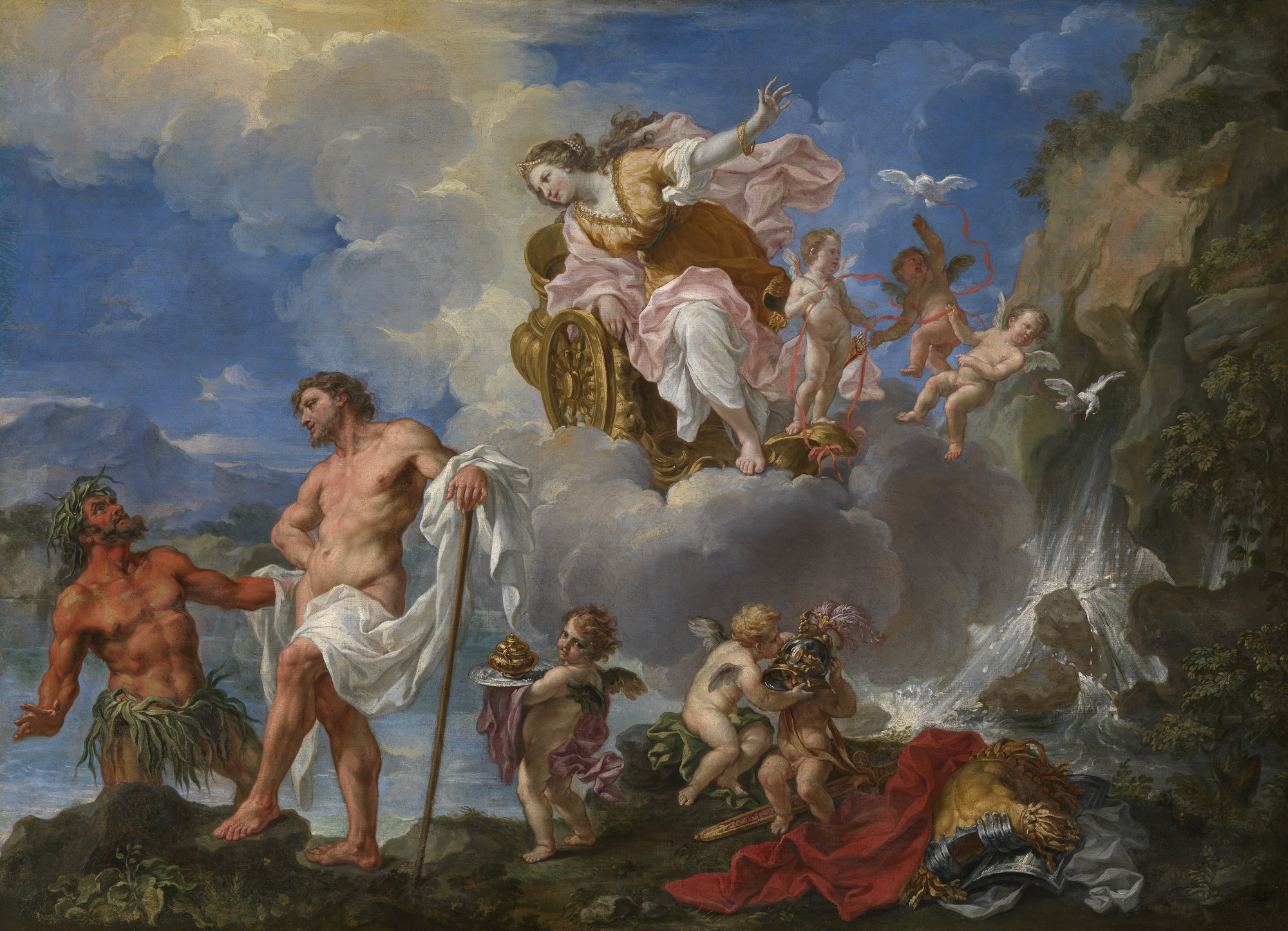
Pier Leone Ghezzi, La purificación de Eneas en el río Numicio

El Númico o Numicio era un río del antiguo Lacio que desembocaba en el mar entre las ciudades de Lavinio y Ardea. Según la mitología de Livio, Eneas yace enterrado en sus orillas (del original:  'Situs est, quemcumque eum dici ius fasque est super Numicum flumen'). El río también aparece representado en textos antiguos como un dios-río, Numicio (en griego: Νουμικίος, Numikíos). Según describe Ovidio, a instancias de Venus, Númico limpia a Eneas de todas sus partes mortales para que pueda convertirse en un dios, conocido como Indiges.